# Бельський Богдан Якович
Богдан Якович Бельський (? - Пом. 7 березня 1611, Казань) — видний діяч Московії, активіст опричнини, учасник Лівонської війни. Оружничий (1578), окольничий (1599) та боярин (1605).

## Життєпис
Старший із двох синів дворянина Якова Лук'яновича Скуратова-Бельського та племінник відомого опричника Малюти Скуратова. Сподвижник Івана Грозного в останні роки був його агентом у різних дипломатичних дорученнях (зокрема, у переговорах з Англією).
Почав свою діяльність опричником при дворі Івана Грозного, брав участь у низці походів і боїв Лівонської війни 1558-1583 років.
У царському поході 1571 року зі Слободи — ринда з великим саадаком.
У поході 1572 року - ринда з рогатиною. У жовтні того ж року на весіллі царя та Марфи Собакіної призначено «з царем у мильні митися».
У зимовому поході, у грудні 1573 року у государя ринда з рогатиною.
У поході 1574 ринда з царським шеломом (шоломом).
У государевому поході 1577 року їздить за царем з царським шеломом. У серпні того ж року, перед походом на Чисгвін, разом з В. Воронцовим становив розпис полкам для приступу. У серпні 1577 року посланий на чолі загону в 2603 чоловік проти м. Скровний (Ашерад) і 26 серпня місто взяте приступом, а 28 серпня послано до м. Вольмар. У вересні того ж року послано «шукати місце, де стояти полкам та нарядам». За розписом 01 червня 1577 року - оружничий в государевому полку.
Незабаром був помічений царем і став наближеним до нього, спав в одній з ним кімнаті. Розумний, енергійний і владолюбний царедворець намагався пробити собі шлях на верх, але незважаючи на всі старання, цар не вважав за потрібне дати йому при дворі високий чин. Навіть за лівонське місто Вольмар (Володимирець), що здалося московитам в 1577 завдяки в основному зусиллям Богдана Яковича, Іван Грозний нагородив його лише золотим ланцюгом і португальським золотим. Йому Іван Грозний доручив свої особисті справи, що стосувалися переговорів з англійським послом Боуносом про одруження з племінницею англійської королеви Мері Гастінгс. У віданні Б. Бельського були всілякі ворожки, чаклуни, астрологи зібрані з нагоди появи хвостатої комети і пророкували швидку смерть царя. Є відомості, що цар доручив йому виховання сина Дмитра Івановича від Марії Нагої.

У 1583 року у Москві відбувалися великі заворушення,
народний рух, у якому брало участь до 20.000 осіб, спрямовано було головним чином проти Богдана Бельського: на нього напали з такою жорстокістю, що він змушений був рятуватися в царських палатах, потім був посланий до Казані — керувати цим містом.
Цар помер у присутності Богдана Бельського (за однією з версій, був задушений ним та Борисом Годуновим), коли вони з ним грали у шахи. Призначений Іваном Грозним в регентську раду за свого сина Федора Іоановича.
Після смерті царя Івана Грозного Богдана Бельського було звинувачено в зраді і відправлено в почесне посилання — воєводою в Нижній Новгород (1584). Незабаром був прощений і в 1591 року, під час татарського набігу на Москву, увійшов до складу військової ради при головнокомандувачі Ф. Мстиславському. Взимку 1591 - 1592 років брав участь у великому поході до Фінляндії. У 1593 був одним з уповноважених, що уклав мирний договір з кримським ханом. Поступово зумів повернути чималу частину колишнього впливу (дітей Бельського ховали у кремлівському Вознесенському монастирі поруч із могилами цариць та царівни). У 1596 був призначений начальником засічної межі проти кримських татар.
Після смерті царя Федора Івановича в 1598 році Богдан Бельський виступив одним з лідерів антигодуновської опозиції, скликав до Москви зі своїх вотчин озброєних людей, щоб посадити на престол Симеона Бекбулатовича. Незважаючи на це, у тому ж 1598 році Б. Бельський підписав постанову Земського собору про обрання на царський престол Бориса Федоровича Годунова. У 1599 році новий цар Борис Годунов надав Богдану Бельському чин окольничого. Богдан Бельський був двоюрідним братом цариці Марії Григорівни (уродженої Скуратової-Бельської), дружини Бориса Годунова.
У 1600 році Б. Бельський посланий на Сіверський Донець будувати місто Цареборисів, через розмови («Борис у Москві цар, а я в Цареборисові!») у 1602 році знову звинувачений у зраді викликаний на суд до Москви. Богдан Бельський був засуджений до позбавлення частини чинів і володінь, і відправлений на заслання до Сибіру (за іншою версією — «на Низ у в'язницю»). Згідно з «РБСП», один із охоронців Годунова на ім'я Габріель, за наказом господаря вищипав Бєльському всю бороду «по волосині».
Існує версія, що Богдан Бельський заснував слободу Бельську (нині місто Старобільськ), відому за джерелами лише з 1686 року.
В 1605 після смерті царя Бориса Годунова і вступу на царський престол його сина Федора Годунова Богдан Бельський був амністований правителькою - своєю двоюрідною сестрою царицею-вдовою, і повернений з посилання в столицю. При наближенні до Москви військ Лжедмитрія I підтвердив, що він є істинним царевичем, і заявив, що особисто його врятував, за що отримав боярський чин.
Після воцаріння в 1606 року Василя Шуйського боярин Богдан Бельський призначений другим воєводою в Казань, ставши «товаришем» (заступником) першого воєводи, боярина В. Морозова. В 1609 Богдан Бельський отримав від царя Василя Шуйського грамоту з умовлянням залишатися вірним царському престолу.
У березні 1611 року в Казані воєвода Богдан Бельський, який відмовився скласти присягу Лжедмитрію II, був убитий натовпом городян під керівництвом дяка Ніканора Шульгіна.

## У культурі
Бєльський став персонажем роману Ю. Федорова «Борис Годунов». У телесеріалі «Годунов» (2018) його зіграв актор Антон Кузнєцов.